# Захаров, Геннадий Васильевич
Геннадий Васильевич Захаров — советский военный деятель, генерал-лейтенант.

## Биография
Родился в 1920 году на станции Сортировочная-Кинель. Член КПСС с 1942 года.
С 1938 года — на военной службе, общественной и политической работе. В 1938—1985 гг. — курсант училища, командир взвода, помощник командира роты, участник Великой Отечественной войны, помощник начальников штабов ряда танковых и самоходно-артиллерийских полков, на командных должностях в Советской Армии, командир 70-й гвардейской механизированной дивизии, командир 70-й гвардейской танковой дивизии, слушатель Высшей военной академии Генштаба, 1-й заместитель командующего 5-й армии, заместитель начальника штаба Приволжского ВО, командующий 6-й гвардейской танковой армии, начальник управления кадров Сухопутных войск.
Делегат XXIV съезда КПСС.
Умер в Москве в 2002 году.